# Cham (con Nô-ê)
Ham, (tiếng Do Thái là חם) căn cứ theo Quốc gia biểu trong Sách Sáng thế, là nhi tử của Nô-ê và phụ thân của Cush, Mizraim, Phut và Canaan.
Hậu duệ của Ham được Flavius Josephus và những người khác giải thích là có nhân khẩu cư trú ở địa vực châu Phi và các bộ phận châu Á. Kinh thánh gọi Ai Cập là "vùng đất của Ham" trong Thi thiên 78:51; 105: 23,27; 106: 22; 1 Lịch đại chí 4:40.

## Danh sách ghi chú
1. ↑  Hebrew: חָם, Tiêu chuẩn: H̱am, Tiberian: Ḥām; tiếng Hi Lạp Χαμ Kham, Ge'ez: ካም Kam; tiếng Ả Rập: حام, Ḥām

## Tham chiếu
1. ↑  David Noel Freedman, Allen C. Myers, Astrid B. Beck, Thư từ của Eerdmans về Thánh thư, (Nhà xuất bản Wm. B. Eerdmans: 2000), trg. 543
2. ↑  Stanley E. Porter, Craig A. Evans, Các cuộn sách và Thánh thư, (Tập đoàn xuất bản quốc tế liên tục: 1997), trg. 377